# 張小龍
张小龙（Allen Zhang，1969年12月3日—），籍贯湖南省邵东市，生于湖南省洞口县，中国企业家，毕业于华中科技大学电信系，拥有学士、硕士学位。张小龙先后开发Foxmail、QQ邮箱和微信，因开发微信拥有较多用户而被称为“微信之父”。现任腾讯公司高级副总裁，负责腾讯公司广州研发部的管理工作，同时参与腾讯公司重大创新项目的管理和评审工作。

## 生平

### 早年
其父张志云出生于邵东县后随祖父张宗弟移居洞口县，父亲张清刚则留在邵东。1969年12月3日，张小龙出生于湖南省邵阳市洞口县。1989年开始学写程序，1994年硕士毕业于华中科技大学（当时称华中理工大学）电信系。毕业后在电信机关单位工作，但张小龙不喜国企的工作环境，他离开了电信机关单位，转入互联网行业。

### Foxmail时期
1994年，张小龙南下廣州打工，凭借自身写代码的技能，开发出电子邮件客户端软件Foxmail。在短短4年时间内，Foxmail的用户量已经达到200万，深受當時用户的好評，也一度與微軟Outlook並列。曾任《电脑报》记者李学凌在1997年发表的文章中描述过当年张小龙在中国IT圈中的地位：“只要你站在黄庄路口，大喊一声，我是Foxmail张小龙，一定会有一大群人围上来，让你签名。”由于Foxmail受欢迎程度高，张小龙还外放语言包，让忠实粉丝将其翻译成十几种语言，但他不肯在Foxmail中放置广告以盈利。
1998年9月，时任金山软件总经理雷军照着Foxmail软件留下的邮件地址，给张小龙发了一封信，张小龙也很快回复，并在邮件中留下了自己的电话号码。雷军在与张小龙通话的过程中表示金山计划收购Foxmail，随后张小龙回应，此次收购金额拟定为15万。雷军原本打算邀请张小龙去珠海金山商谈具体细节，但由于自己要忙着联想注资金山的事，最终此事不了了之。
2000年互联网泡沫爆发后，张小龙打算卖掉Foxmail，回到互联网创业的正轨上。同年4月18日，博大公司以1200万元（人民币，下同）收购了Foxmail。收购后，张小龙也随即被任命为该公司副总裁，负责技术总监一职。2005年3月16日，由于博大公司濒临经营危机，腾讯公司宣布收购Foxmail。而张小龙也随之加入了腾讯，担任广州研发部总经理，负责并带领QQ邮箱团队。

### QQ邮箱时期
2005年4月，腾讯公司创立广州研究院（后改称广州研发部）成立，创立初期主要负责邮件相关业务的研发和运营。张小龙担任广州研发部总经理后，他开始开发QQ邮箱，但当时的QQ邮箱，运行笨重而缓慢，基本没有操作价值。在2006年底，张小龙率领团队用精简、轻便的思路设计新版本。2007年，新版的QQ邮箱上线，用户量开始缓慢增长，随后张小龙也开发了一些创新应用，将QQ邮箱打造为简洁易用、安全稳定的邮箱。2008年，QQ邮箱被腾讯公司获得“七星级产品奖”，而张小龙的团队也获得了腾讯的年度创新大奖。同年3月，QQ邮箱成为国内使用人数最多的邮箱产品，获得当时用户的欢迎。
2010年8月2日，张小龙被任命为腾讯副总裁，负责腾讯公司广州研发部的管理工作，同时参与公司重大创新项目的管理和评审。

### 微信时期
2010年底，张小龙向腾讯董事长马化腾发出一封邮件，他认为移动互联网领域的即时通讯软件米聊、TalkBox 語音聊、Kik、Whatsapp等层出不穷，将来会有一个新的通讯工具，建议腾讯做移动社交软件，而这种新的通讯工具很可能会对QQ造成很大威胁。2010年11月19日，微信项目正式启动，当时最初的人员均来自QQ邮箱团队，并没有设计手机客户端的经验。
2011年初，微信上线，张小龙在1.0版本中推出了相当于免费发短信的文本功能。当时，微信用户量不大。为了抓住用户，微信也开始增加一些更贴近人性的功能，包括查找附近的人、朋友圈、摇一摇、漂流瓶等。在微信推出“查找附近的人”功能后，用户数量增长曲线出现了一个陡峭的上升；而在发布“摇一摇”功能后，微信用户量出现暴涨。
2012年，微信推出外文版本，在香港、澳门、台湾、越南、泰国、马来西亚、沙特阿拉伯、新加坡等地登上了社交软件类的榜首。
2014年5月6日，腾讯公司宣布对组织架构进行调整，成立微信事业群，其总裁由张小龙出任。

## 个人生活
据媒体报道称，张小龙不擅长与人打交道，需要借助工具完成与周围人的沟通。而他的产品设计理念则是简单、实用。据张小龙的研究生导师向勋贤评价称，张小龙是一位“不爱说话，喜欢捣鼓电脑，喜欢睡懒觉的年轻人”。在求学期间，张小龙的个人爱好十分广泛，涵盖围棋、桌球、网球、保龄球，电脑游戏，可以达到业余高手的水平。张小龙也喜欢枪械，在微信朋友圈里谈论的话题时，常涉及暴力和性。除了这些个人爱好之外，他的专业课成绩也十分优异，而他也是最早学习C++语言的人。自从他开始工作以后，他的嗜好只剩下每周一次的网球和每天深夜的音乐。

## 荣誉记录
- 2012年：《华尔街日报》中国创新人物奖[13]
- 2013年：中国十大科学新闻人物[14]
- 2014年，2014中国互联网年度人物入围人选[15]

## 轶闻
在微信的启动界面（由阿波罗17号飞船拍摄的“蓝色弹珠”的地球摄影作品合成而来）所展现的的背影就是张小龙本人的背影。

## 评价与争议
有媒体报道称张小龙是“乔布斯虔诚的东方信徒，他和乔布斯一样，既有工匠的精神，亦有美的远见。”在2017年1月9日微信小程序发布后，张小龙发出了一条仅写着“2007.1.9”的朋友圈，配有六张乔布斯发表第一代iPhone的图片，以代表向乔布斯致敬的寓意。
另外，由于张小龙团队开发的产品微信在中国内地拥有非常丰富的用户资源（这也被视为腾讯公司的一种垄断），并且与其他同类即时通信软件相比，关键功能十分简陋而无关功能众多（导致软件臃肿不堪），被认为是“摒弃了微信最初创造‘小而美’软件的初心”，故导致在中国大陆互联网上存在大量批抨乃至辱骂张小龙的言论。